# Kampfgeschwader 4
4-та бомбардувальна ескадра «Генерал Вефер» (нім. Kampfgeschwader 4 "General Wever" (KG 4) — бомбардувальна ескадра Люфтваффе за часів Другої світової війни. Формування брало участь практично в усіх кампаніях та великих битвах на Європейському театрі війни, починаючи з вторгнення вермахту до Польщі й до закінчення військових дій. Основним завданням ескадри було проведення стратегічного бомбардування, безпосередня підтримка військ на полі бою, боротьба з кораблями та суднами противника тощо. На озброєнні ескадри перебувало чотири основних типи бомбардувальників Третього Рейху: He 111, He 177, Ju 88 та Do 17.

## Історія з'єднання
4-та бомбардувальна ескадра почала формування 1 травня 1939 року в Ерфурті шляхом створення штабу ескадри та 2-ї авіагрупи на фондах KG 253 «Генерал Вефер». Група I./KG 4 формувалася в Готі, III./KG 4 група — в Нордгаузені. З 18 червня 1940 року у Фасберзі почалось створення авіагрупи IV./KG 4. Ескадра спочатку мала на озброєнні середні двомоторні бомбардувальники He 111, успадковані від KG 253 «Генерал Вефер».

## Бойовий досвід

### Польська кампанія
25 серпня 1939 року ескадра була переведена до Лангенау під командуванням 4-го повітряного флоту генерала авіації Александера Лера. 1 вересня 1939 року нацистська Німеччина вторглася до Польської держави, в ході вторгнення 4-та бомбардувальна ескадра, діючи у складі 2-ї авіаційної дивізії, брала найактивнішу участь. 1 вересня та знову 2 вересня I./KG 4 атакувала аеродроми в Дембліні та Кракові. З 3 по 6 вересня були атаковані залізничні цілі у Східній Польщі, а між 6–9 вересня авіацією KG 4 були розбомблені мости на річці Вісла та у самій Варшаві. З 6 по 14 вересня залізничні цілі знову бомбили. Після цього головною мішенню для проведення сконцентрованих бомбових ударів стали райони зосередження військ. У середині вересня II./KG 4 також підтримала 10-ту армію в боях під Кутно. Після кампанії пілоти ескадри розпочали інтенсивну програму підготовки до нічних польотів та залучалися до постановки мінних полів уздовж узбережжя Норвегії в січні 1940 року, в контексті підготовки до Норвезької кампанії. III./KG 4 брала участь у битві на Бзурі, в якій польська армія була оточена та знищена (переважно завдяки ударам авіації Люфтваффе).

### Операція «Везерюбунг»
У грудні 1939 року III./KG4 перевели з Нордгаузена до Фехти, де група розпочала інтенсивну підготовку до нічних польотів та мінних операцій. У лютому 1940 року почалося переозброєння на сучасніші Ju 88. 1 лютого 1940 року KG 4 передислокували до Квакенбрюка на півночі Німеччини. II./KG 4 були частиною бомбардувального флоту, який 9 квітня 1940 року здійснив рейд «демонстрації сили» над Копенгагеном. Авіагрупа здійснювала атаки на залізничні та аеродромні цілі, а також завдавала ударів по кораблях противника. Ju 88 III./KG 4 атакували аеродром на повітряній станції Сола поблизу Ставангера і 9 квітня потопили норвезький есмінець «Егір» поблизу Ставангера.

### Французька кампанія
10 травня 1940 року розпочалося вторгнення вермахту до Нижніх країн. KG 4 залучалася до нейтралізації Королівських повітряних сил Нідерландів, завдаючи ударів по голландських аеродромах та позиціях ППО, а також забезпечення постачання підрозділам німецьких десантників, що висадилися на голландській землі. II група також брала участь у бомбардуванні Роттердама. Після швидкої капітуляції голландців KG 4 зосередилися на бомбардуванні позиції в Бельгії, де пілоти KG 4 допомогли паралізувати залізничні вузли та транспортні переміщення союзників по всій Бельгії. Підрозділи KG 4 також здійснювали нальоти на англо-французькі війська, що були оточені під Дюнкерком.
3 червня після бельгійської капітуляції KG 4 брала участь в операції «Паула», яка завдала удару по аеродромах у Парижі та навколо нього, щоб знищити Повітряні сили Франції. До 5 червня французький повітряний опір, хоча і ніколи не був до цього ефективним та системним, припинився. Того ж дня розпочалася друга фаза Французької кампанії — операція «Рот». З 5 по 19 червня авіагрупи KG 4 атакували порти та залізничні об'єкти навколо Дьеппа, а потім військові колони, що відступали долиною Луари та в районі Тура. Після капітуляції французів 25 червня 1940 року ескадра передислокувалася до голландського Сустербергу, і в липні 1940 року розпочалася битва за Британію.

### Битва за Британію
Ще до закінчення Французької кампанії KG 4 залучалася до авіаційних нальотів на Британські острови: її підрозділи завдавали ударів по портах і цілях в Уельсі. У ніч з 18 на 19 червня KG 4 втратив шість Do 17 і He 111, у тому числі майор Дітріх фон Массенбах. Командир II./KG 4 був збитий над Норфолком «Бленгеймом» флайт-лейтенанта герцога Вуллі, його He 111 5J здійснив аварійну посадку на пляжі в Клей-Некст-зе-Сі, де весь екіпаж потрапив у полон.
На 4 вересня II./KG 4 мав 37 бомбардувальників He 111 (30 з яких справні). II./KG зазнав невеликих втрат у цей період при проведенні нічних нальотів. На 13 серпня 1940 року III./KG 4 налічував 25 Ju 88 з 23 справними; до 4 вересня авіагрупа залишилася з 14 боєздатними літаками з 30 машин у наявності.
Надалі KG 4 залучалася до постановки мінних загороджень вздовж британського узбережжя і участі в бліцах та рейді на Ковентрі в ніч з 14 на 15 листопада. Бомбові місії тривали до лютого 1941 року, потім III./KG 4 перевели до Гербіні, Сицилія. Битва за Британію завершилася дорогою ціною і не принесла Люфтваффе успіху.

### Балканська кампанія
29 березня 1941 року формування передислокувалося до Відня-Асперна в Австрії, щоб розпочати підготовку до операції над Югославією та Грецією в ході майбутньої Балканської кампанії. 6 квітня 1941 року під час вторгнення до Югославії II./KG 4 силами 25 He 111 (з 28 справних) брав участь у бомбардуванні Белграда. Група II./KG 4 мінувала води біля Александрії та в Суецькому каналі.
6 квітня 1941 року III./KG4 атакувала та замінувала гавань Пірея, потопивши кілька суден та пошкодивши інфраструктуру гавані. 11 квітня бомбардувальники III./KG 4 здійснили спробу встановлення мін біля входу до гавані Волос. Британський ас сквадрон-лідер Паттл збив Ju 88 з III./KG 30 та Ju 88A-5 8./KG 4.

### Іракська операція
У травні 1941 року Люфтваффе заснували повітряне командування «Ірак» (нім. Fliegerführer Irak) на чолі з генералом авіації Гансом Єшоннеком, призначене для підтримки повстанців Рашида аль-Гайлані в англо-іракській війни. Командування складалося з ескадрильї бомбардувальників He 111 (4./KG 4), ескадрильї важких винищувачів Bf 110 (4./ZG 76) та 12 транспортних літаків, зокрема кількох Ju 90. У 10-денному протистоянні німецький лейтенант Мартін Древес збив два літаки. З боку союзників опору німецької активності в повітрі фактично не було, і експедиційна група зосередилася на підтримці сухопутних військ. 26 травня, після кількох днів операцій, у Люфтваффе не лишилося жодного боєготового Bf 110.

### Східний фронт
Штаб KG 4 підтримував групу армій «Північ» під час її просування до Ленінграда. 16 жовтня 1941 року Група I./KG 4 була передислокована до Пскова і звідси виконували бомбардувальні нальоти на Ленінград, а також місії постачання армії. У січні 1942 року ескадру передислокували до Пскова. 22 січня 1942 року пілоти формування допомагали скидати запаси оточеним у Холмському «мішку», а в лютому — березні здійснили місії постачання до Дем'янського «мішку», зазнавши значних втрат.
I./KG 4 діяла в інтересах групи армій «Центр». 15 листопада 1941 року група повернулася до Пскова. Наприкінці листопада 1941 р. Група III./KG 4 передала свої машини групі I./KG 4 і прибула до Фасберга для переоснащення на He 111 H6.
29 грудня 1941 року II група перейшла до VIII повітряного корпусу, що діяв у центральній частині Східного фронту, де залучалася до бомбардувань Москви. 1 жовтня II група розпочала свій повітряний наліт на місто. Взимку підрозділ також здійснював бомбардувальні нальоти над Москвою. II. Група підтримали групу армій «Південь» та її наступ на Україну. 9 березня 1943 року II. група здійснила 10-тисячний бойовий виліт. Помітний успіх відбувся 14 березня, коли група атакувала радянський аеродром біля Курська, знищивши 40 ворожих машин і пошкодивши 23 інших літаки. II. Група також виконувала стратегічні бомбардувальні місії, проти танкового заводу у Горькому та проти гумових заводів поблизу Ярославля. III. Група діяла на південному фланзі німецько-радянського фронту і бомбардувала цілі під Астраханню. У жовтні 1943 року підрозділ був частково оснащений He 177A для виконання важких бомбардувальних місій. У період 1943-45 років бомбардувальна ескадра підтримувала безперервний відступ вермахту, виконуючи тактичні місії та завдання з постачання наземних військ. 8 травня 1945 року ескадра капітулювала британським військам.

## Командування

### Командири KG 4
- оберст Мартін Фібіг (нім. Martin Fiebig) (1 травня 1939 — 10 травня 1940);
- оберст Ганс-Йоахім Рат (нім. Hans-Joachim Rath) (30 травня 1940 — червень 1942);
- оберст, доктор Готтліб Вольф (нім. Gottlieb Wolff) (16 червня 1942 — 11 січня 1943);
- оберстлейтенант Гайнц-Йоахім Шмідт (нім. Heinz-Joachim Schmidt) (12 січня — 9 травня 1943);
- оберстлейтенант Вернер Клозінскі (нім. Werner Klosinski) (10 травня 1943 — грудень 1944);
- майор Райнгард Граубнер (нім. Reinhard Graubner) (4 грудня 1944 — 8 травня 1945).

### Командири I./KG 4
- Оберстлейтенант Ніколаус-Вольфганг Маєр (нім. Nikolaus-Wolfgang Maier) (1 травня — 24 листопада 1939);
- Оберстлейтенант Ганс-Йоахім Рат (нім. Hans-Joachim Rath) (24 листопада 1939 — 30 травня 1940);
- Майор Ганс фон Плец (нім. Hans von Ploetz) (5 червня — 1 липня 1940);
- Майор Майснер (нім. Meissner) (9 липня — 14 грудня 1940;
- Майор Шульт (нім. Schult) (14 грудня 1940 — 28 січня 1941);
- Гауптман Клаус Неске (нім. Klaus Nöske) (28 січня — 18 травня 1941);
- Майор фон Гроддек (нім. von Groddeck) (18 травня — 8 липня 1944);
- Гауптман Клаус Неске (8 липня — 31 грудня 1941);
- Майор Алевін (нім. Alewyn) (4 січня — 21 березня 1942);
- Гауптман Гельмут Больце (нім. Helmuth Boltze) (26 березня — 20 вересня 1942);
- Майор Вольф Веттерер (нім. Wolf Wetterer) (21 вересня 1942 — 1 червня 1943);
- Гауптман Ганс-Готтгельф фон Калькройт (нім. Hans-Gotthelf von Kalckreuth) (1 червня — 21 жовтня 1943);
- Майор Гансгеорг Бетхер (нім. Hansgeorg Bätcher) (21 жовтня 1943 — 24 березня 1944);
- Майор Ернст Гопель (нім. Ernst Göpel) (24 березня 1944 — лютий 1945);
- Гауптман Рольф Раннерсманн (нім. Rolf Rannersmann) (лютий — 8 травня 1945).

### Командири II./KG 4
- Оберстлейтенант Вольфганг Ердманн (нім. Wolfgang Erdmann) (1 травня — 30 вересня 1939);
- Майор Дітріх фон Массенбах (нім. Dietrich Freiherr von Massenbach) (1 жовтня 1939 — червень 1940);
- Оберстлейтенант, доктор Готтліб Вольф (нім. Gottlieb Wolff) (3 липня 1940 — 15 червня 1942);
- Майор Рольф Самсон Гіммельштірна (нім. Rolf Samson Himmelstjerna) (липень — 23 вересня 1942);
- Майор Карл фон Кнауер (нім. Karl von Knauer) (23 вересня — 15 жовтня 1942);
- оберстлейтенант Гайнц-Йоахім Шмідт (нім. Heinz-Joachim Schmidt) (15 жовтня 1942 — 11 січня 1943);
- майор Райнгард Граубнер (нім. Reinhard Graubner) (30 січня 1943 — 1 липня 1944);
- Майор Карл-Отто Гессе (нім. Carl-Otto Hesse) (1 липня 1944 — 8 травня 1945).

### Командири III./KG 4
- Майор Вільгельм Еверс (нім. Wilhelm Evers) (1 травня — 1 грудня 1939);
- Майор Нойдорффер (нім. Neudörffer) (1 грудня 1939 — квітень 1940);
- Майор Еріх Блоідорн (нім. Erich Bloedorn) (19 червня — 15 жовтня 1940);
- Майор Вольфганг Бюрінг (нім. Wolfgang Bühring) (3 лютого — 25 листопада 1941);
- Гауптман Герман Кюль (нім. Hermann Kühl) (25 листопада 1941 — 22 липня 1942);
- Майор Вольфганг Куайснер (нім. Wolfgang Queisner) (31 липня — 5 вересня 1942);
- Майор Вернер Клозінскі (нім. Werner Klosinski) (6 вересня 1942 — 1 травня 1943);
- Майор Курт Нойман (нім. Kurt Neumann) (20 травня 1943 — лютий 1944);
- Майор Ернст Дітер фон Тельман (нім. Ernst Dieter von Tellemann) (березень — червень 1944);
- майор Райнгард Граубнер (нім. Reinhard Graubner) (2 липня — 4 грудня 1944);
- Майор Ганс-Герберт фон Круска (нім. Hans-Herbert von Kruska) (5 грудня 1944 — 8 травня 1945).

### Командири IV./KG 4
- Майор Карл-Герд Рот (нім. Karl-Gerd Roth) (18 червня 1940 — 17 червня 1943);
- Майор Карл Альбер (нім. Karl Alber) (19 червня 1943 — 15 серпня 1944).

## Основні райони базуванняштабу4-ї бомбардувальної ескадри
| Час                          | Місто                | Основний літак |
| ---------------------------- | -------------------- | -------------- |
| 1 травня — 25 серпня 1939    | Ерфурт-Біндершлейбен | He 111P        |
| 25 серпня — 22 вересня 1939  | Оелс                 | He 111P        |
| 22 — 30 вересня 1939         | Ерфурт-Біндершлейбен | He 111P        |
| 30 вересня — жовтень 1939    | Фасберг              | He 111P        |
| жовтень — листопад 1939      | Фріцлар              | He 111P        |
| листопад 1939 — лютий 1940   | Квакенбрюк           | He 111P        |
| лютий — червень 1940         | Фасберг              | He 111P        |
| червень 1940 — 19 липня 1941 | Сустерберг           | He 111P/H      |
| 19 липня — 6 серпня 1941     | Проверен             | He 111H        |
| 6 серпня — грудень 1941      | Коров'є Село         | He 111H        |
| грудень 1941 — лютий 1942    | Сєщинська            | He 111H        |
| лютий — березень 1942        | Псков Південний/Дно  | He 111H        |
| березень — травень 1942      | Рига-Спілве          | He 111H        |
| травень — 15 червня 1942     | Проверен/Єзау        | He 111H        |
| 15 червня 1942 — липень 1943 | Сєщинська            | He 111H        |
| липень — жовтень 1943        | Шаталово-Західне     | He 111H        |
| жовтень — грудень 1943       | Пуховичі             | He 111H        |
| грудень 1943 — липень 1944   | Білосток             | He 111H        |
| липень — жовтень 1944        | Насельськ            | He 111H        |
| жовтень — грудень 1944       | Папа                 | He 111H        |
| грудень 1944 — лютий 1945    | Новий Двур           | He 111H        |
| лютий — березень 1945        | Дрезден              | He 111H        |
| березень — 8 травня 1945     | Кенігграц            | He 111H        |

### Основні райони базування I./KG 4
| 1 травня — 25 серпня 1939       | Гота               | He-111P            |
| 25 серпня — 21 вересня 1939     | Лангенау           | He-111P            |
| 21 — 29 вересня 1939            | Гота               | He-111P            |
| 29 вересня — 9 жовтня 1939      | Люнебург           | He-111P            |
| 9 жовтня — жовтень 1939         | Фріцлар            | He-111P            |
| жовтень — 6 листопада 1939      | Гіссен             | He-111P            |
| 6 листопада 1939 — лютий 1940   | Квакенбрюк         | He-111P            |
| лютий — 27 березня 1940         | Гютерсло           | He-111P            |
| 27 березня — 20 квітня 1940     | Перлеберг          | He-111P            |
| 20 — 22 квітня 1940             | Ольборг-Західний   | He-111P            |
| 22 — 30 квітня 1940             | Каструп-Копенгаген | He-111P            |
| 30 квітня — 2 травня 1940       | Осло-Форнебу       | He-111P            |
| 2 — 4 травня 1940               | Перлеберг          | He-111P            |
| 4 травня — 12 червня 1940       | Гютерсло           | He 111P/H          |
| 12 червня — 30 липня 1940       | Віттмунд           | He 111H            |
| 30 липня 1940 — 26 червня 1941  | Сустерберг         | He 111H            |
| 26 червня — 19 липня 1941       | Шантії-Крей        | He 111H            |
| 19 липня — 6 серпня 1941        | Проверен           | He 111H            |
| 6 серпня — 1 жовтня 1941        | Коров'є Село       | He 111H            |
| 1 — 16 жовтня 1941              | Дно-Гривочки       | He 111H            |
| 16 жовтня 1941 — березень 1942  | Псков-Південний    | He 111H            |
| березень — травень 1942         | Рига-Спілве        | He 111H            |
| травень — червень 1942          | Проверен           | He 111H            |
| червень — 30 грудня 1942        | Сєщинська          | He 111H            |
| 30 грудня 1942 — 9 лютого 1943  | Гютенфельд         | He 111H            |
| 9 лютого — 21 жовтня 1943       | Лехфельд           | He 111P/H, He 177A |
| 21 — 24 жовтня 1943             | Миколаїв           | He 111H            |
| 24 — 26 жовтня 1943             | Кіровоград         | He 111H            |
| 26 — 27 жовтня 1943             | Житомир            | He 111H            |
| 27 жовтня — 3 листопада 1943    | Первомайськ        | He 111H            |
| 3 — 12 листопада 1943           | Миколаїв           | He 111H            |
| 12 — 28 листопада 1943          | Сарабуз            | He 111H            |
| 28 листопада — 2 грудня 1943    | Миколаїв           | He 111H            |
| 2 грудня 1943 — 6 лютого 1944   | Сарабуз            | He 111H            |
| 6 — 25 лютого 1944              | Миколаїв           | He 111H            |
| 25 лютого — 11 березня 1944     | Сарабуз            | He 111H            |
| 11 — 17 березня 1944            | Одеса              | He 111H            |
| 17 — 30 березня 1944            | Сарабуз            | He 111H            |
| 30 березня — 4 квітня 1944      | Коросно            | He 111H            |
| 4 — 5 квітня 1944               | Мілеч              | He 111H            |
| 5 квітня — 4 липня 1944         | Фокшани            | He 111H            |
| 4 — 7 липня 1944                | Цілістеа           | He 111H            |
| 7 липня — 25 серпня 1944        | Фокшани            | He 111H            |
| 25 — 27 серпня 1944             | Бузеу              | He 111H            |
| 27 — 28 серпня 1944             | Орадя              | He 111H            |
| 28 серпня — 26 вересня 1944     | Дебрецен           | He 111H            |
| 26 вересня — 9 жовтня 1944      | Будапешт           | He 111H            |
| 9 жовтня — 20 грудня 1944       | Папа               | He 111H            |
| 20 грудня 1944 — 17 лютого 1945 | Нові Двір          | He 111H            |
| 17 лютого — 24 квітня 1945      | Дрезден            | He 111H            |
| 24 — 25 квітня 1945             | Пардубиці          | He 111H            |
| 25 квітня — 8 травня 1945       | Кенігсграц         | He 111H            |

### Основні райони базування II./KG 4
| 1 травня — 25 серпня 1939       | Ерфурт-Біндершлейбен | He 111P   |
| 25 серпня — 22 вересня 1939     | Оелс                 | He 111P   |
| 22 — 30 вересня 1939            | Ерфурт-Біндершлейбен | He 111P   |
| 30 вересня — грудень 1939       | Ліхтенау             | He 111P   |
| грудень 1939 — лютий 1940       | Діпгольц             | He 111P   |
| лютий 1940                      | Дельменгорст         | He 111P   |
| лютий — квітень 1940            | Фасберг              | He 111P   |
| квітень — 2 травня 1940         | Осло-Форнебу         | He 111P   |
| 2 травня — червень 1940         | Фасберг              | He 111P   |
| червень 1940                    | Кірхеллен            | He 111P   |
| червень — 23 червня 1940        | Мервіль              | He 111P   |
| 23 червня — 30 липня 1940       | Ейндговен            | He 111P   |
| 30 липня 1940 — 12 березня 1941 | Ейндговен            | He 111P/H |
| 12 березня — 30 березня 1941    | Сустерберг           | He 111H   |
| 30 березня — 21 квітня 1941     | Відень-Асперн        | He 111H   |
| 21 квітня — 5 липня 1941        | Цілістеа             | He 111H   |
| 5 — 19 липня 1941               | Розьєр               | He 111H   |
| 19 липня — 6 серпня 1941        | Проверен             | He 111H   |
| 6 серпня — 21 грудня 1941       | Коров'є Село         | He 111H   |
| 21 грудня 1941 — лютий 1942     | Сєщинська            | He 111H   |
| лютий 1942                      | Псков Південний      | He 111H   |
| лютий — березень 1942           | Дно                  | He 111H   |
| березень — травень 1942         | Рига-Спілве          | He 111H   |
| травень 1942                    | Проверен             | He 111H   |
| травень — 15 червня 1942        | Єзау                 | He 111H   |
| 15 червня 1942 — 7 травня 1943  | Сєщинська            | He 111H   |
| 7 травня — 16 червня 1943       | Карачев              | He 111H   |
| 16 червня — 21 липня 1943       | Сєщинська            | He 111H   |
| 21 липня — 26 серпня 1943       | Шаталово-Західне     | He 111H   |
| 26 серпня — 3 вересня 1943      | Конотоп              | He 111H   |
| 3 вересня — 1 грудня 1943       | Орша                 | He 111H   |
| 1 грудня 1943 — 11 червня 1944  | Білосток             | He 111H   |
| 11 1943 — 27 червня 1944        | Барановичі           | He 111H   |
| 27 червня — 17 липня 1944       | Бельськ              | He 111H   |
| 17 1943 — 23 липня 1944         | Модлін               | He 111H   |
| 23 липня — 26 вересня 1944      | Цеханув              | He 111H   |
| 26 вересня — 9 жовтня 1944      | Будапешт-Ферігедь    | He 111H   |
| 9 жовтня — грудень 1944         | Папа                 | He 111H   |
| грудень 1944 — березень 1945    | Вінер-Нойштадт       | He 111H   |
| березень — квітень 1945         | Преч                 | He 111H   |
| квітень 1945                    | Грайфсвальд          | He 111H   |
| квітень 1945                    | Анклам               | He 111H   |
| квітень — травень 1945          | Гросенброде          | He 111H   |
| травень — 8 травня 1945         | Еггебек              | He 111H   |

### Основні райони базування III./KG 4
| 1 травня — 25 серпня 1939      | Нордгаузен          | He-111P        |
| 25 серпня — 22 вересня 1939    | Лангенау            | He-111P        |
| 22 — 30 вересня 1939           | Нордгаузен          | He-111P        |
| 30 вересня 1939 — січень 1940  | Фехта               | He-111P        |
| січень — 2 травня 1940         | Люнебург            | He-111P/Ju 88A |
| 2 травня — червень 1940        | Дельменгорст        | He-111P/Ju 88A |
| червень 1940                   | Кірхгеллен          | Ju 88A         |
| червень — 23 червня 1940       | Антверпен-Дерне     | Ju 88A         |
| 23 червня — 15 жовтня 1940     | Амстердан-Схіпгол   | Ju 88A         |
| 15 жовтня 1940 — 1 травня 1941 | Леуварден           | He 111H        |
| 1 — 15 травня 1941             | Сустерберг          | He 111H        |
| 15 травня — 30 червня 1941     | Леуварден           | He 111H        |
| 30 червня — 19 липня 1941      | Бове                | He 111H        |
| 19 липня — 6 серпня 1941       | Проверен            | He 111H        |
| 6 серпня — жовтень 1941        | Коров'є Село        | He 111H        |
| жовтень — 15 листопада 1941    | Орша-Південна       | He 111H        |
| 15 листопада — грудень 1941    | Псков-Південний     | He 111H        |
| грудень 1941 — квітень 1942    | Фасберг             | He 111H        |
| квітень — червень 1942         | Проверен            | He 111H        |
| червень — 6 липня 1942         | Фасберг             | He 111H        |
| 6 — 8 липня 1942               | Діпгольц            | He 111H        |
| 8 — 14 липня 1942              | Миколаїв            | He 111H        |
| 14 — 28 липня 1942             | Харків-Войченко     | He 111H        |
| 28 липня — 5 жовтня 1942       | Макіївка            | He 111H        |
| 5 — 16 жовтня 1942             | Віттшток-Доссе      | He 111H        |
| 16 — 30 жовтня 1942            | Позен               | He 111H        |
| 30 жовтня — листопад 1942      | Лечче               | He 111H        |
| листопад — 3 грудня 1942       | Сан-Панкраціо       | He 111H        |
| 3 грудня 1942 — 10 січня 1943  | Смоленськ-Північний | He 111H        |
| 10 — 22 січня 1943             | Ворошиловград       | He 111H        |
| 22 — 25 січня 1943             | Костянтинівка       | He 111H        |
| 25 — 30 січня 1943             | Макіївка            | He 111H        |
| 30 січня — 15 березня 1943     | Багерове            | He 111H        |
| 15 березня — 16 червня 1943    | Саки                | He 111H        |
| 16 червня — 21 липня 1943      | Карачев             | He 111H        |
| 21 липня — 9 серпня 1943       | Шаталово-Західне    | He 111H        |
| 8 — 26 вересня 1943            | Орша-Південна       | He 111H        |
| 26 вересня — жовтень 1943      | Улла                | He 111H        |
| жовтень — 8 грудня 1943        | Пуховичі            | He 111H        |
| 8 грудня 1943 — липень 1944    | Білосток            | He 111H        |
| липень 1944                    | Насельськ           | He 111H        |
| липень — серпень 1944          | Торунь              | He 111H        |
| серпень — жовтень 1944         | Папа                | He 111H        |
| жовтень 1944 — січень 1945     | Тонндорф            | He 111H        |
| січень — лютий 1945            | Вінер-Нойштадт      | He 111H        |
| лютий — березень 1945          | Вельс               | He 111H        |
| березень — 8 травня 1945       | Кенігграц           | He 111H        |

### Основні райони базування IV. (Erg.)/KG 4
| 18 червня — липень 1941     | Фасберг    | He 111P/H |
| липень 1941 — січень 1942   | Аті-су-Лан | He 111H   |
| січень 1942 — 10 січня 1944 | Авор       | He 111H   |
| 11 січня — 15 серпня 1944   | Пльзень    | He 111H   |